# Ekorrsvingel
Ekorrsvingel (Vulpia bromoides) är en gräsart som först beskrevs av Carl von Linné, och fick sitt nu gällande namn av Samuel Frederick Gray. Enligt Catalogue of Life ingår Ekorrsvingel i släktet ekorrsvinglar och familjen gräs, men enligt Dyntaxa är tillhörigheten istället släktet ekorrsvinglar och familjen gräs. Enligt den svenska rödlistan är arten starkt hotad i Sverige. Arten förekommer i Götaland och Gotland samt tillfälligtvis även i Svealand och Nedre Norrland. Artens livsmiljö är jordbrukslandskap. Inga underarter finns listade i Catalogue of Life.

## Bildgalleri

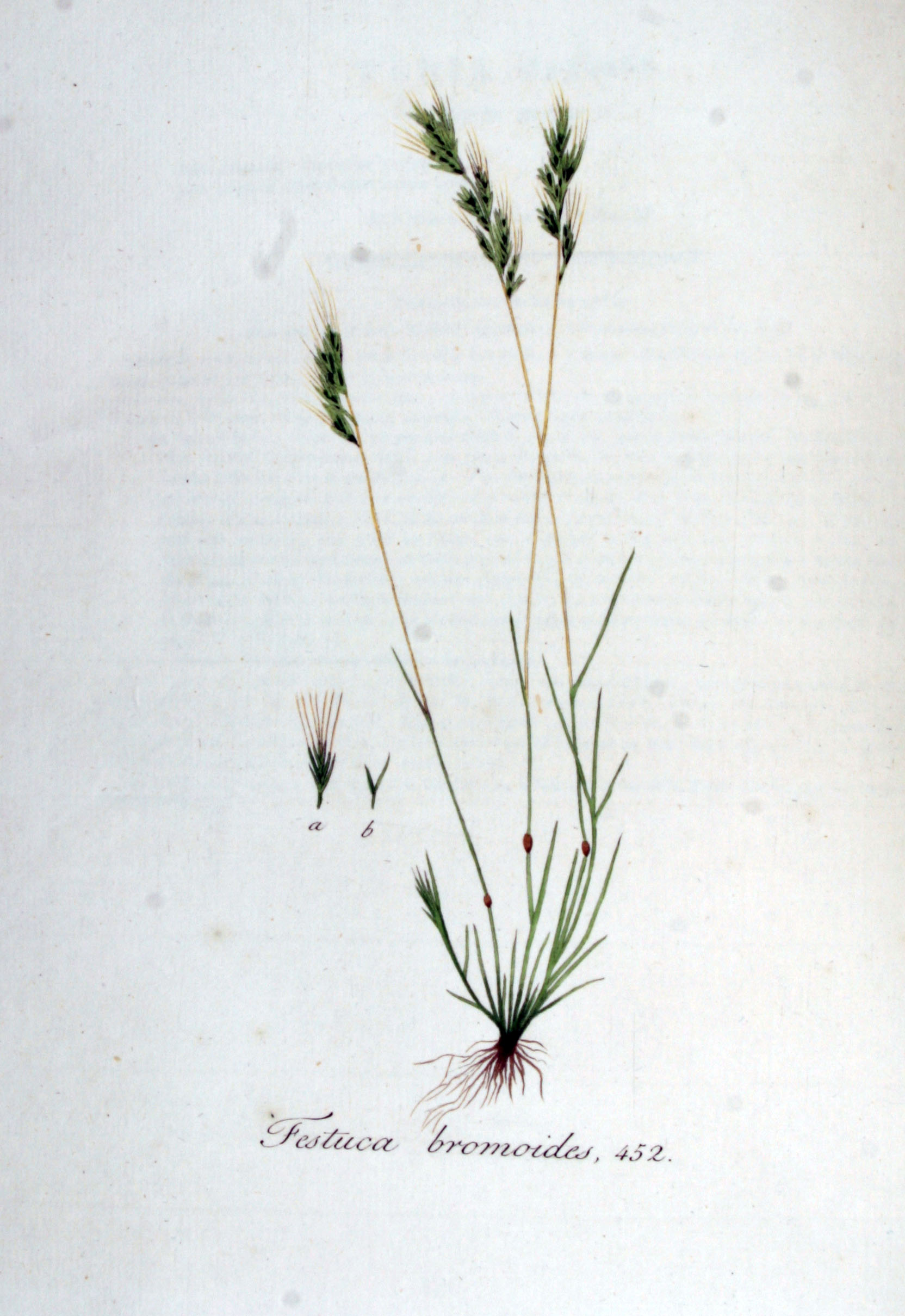
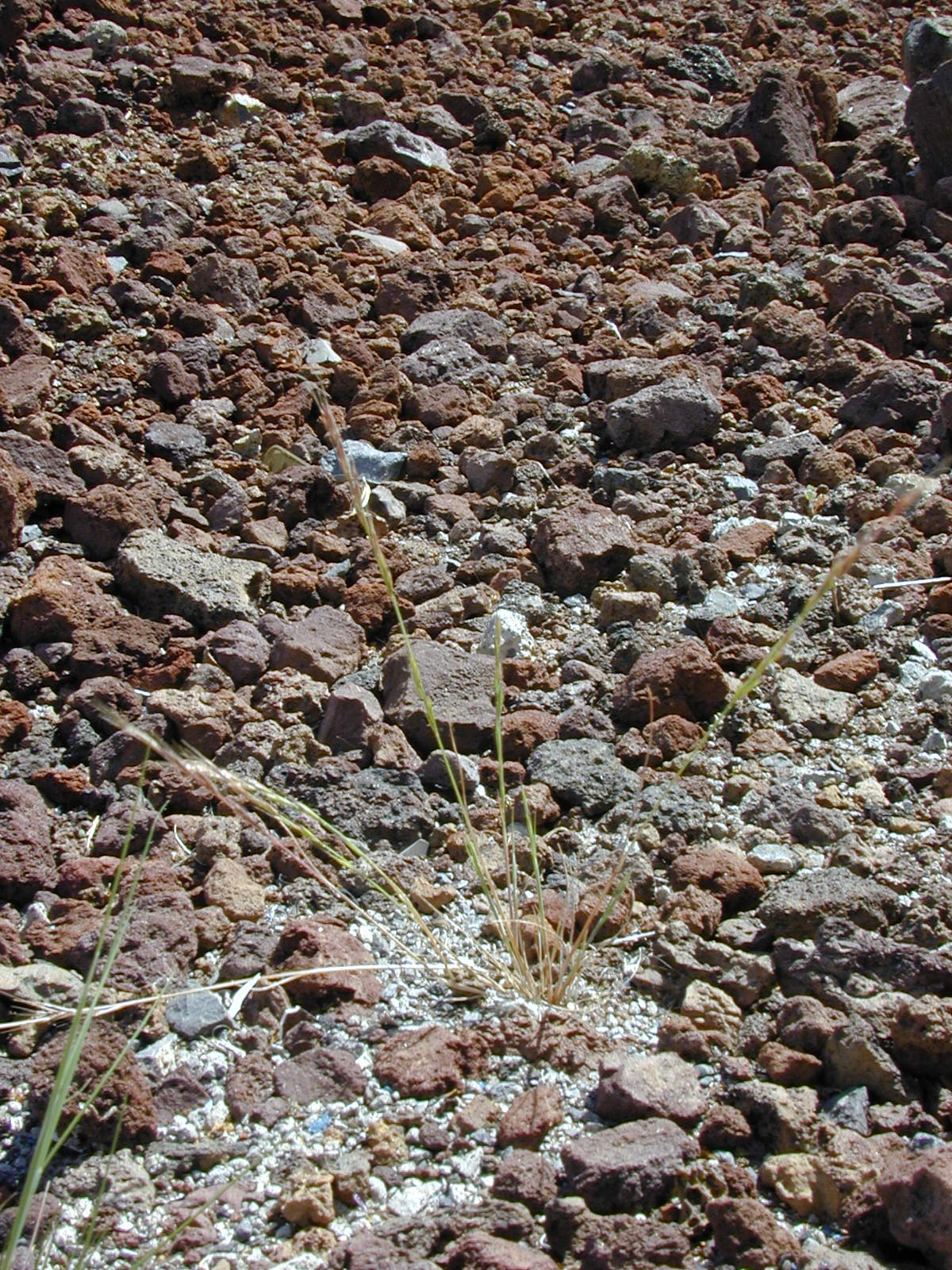
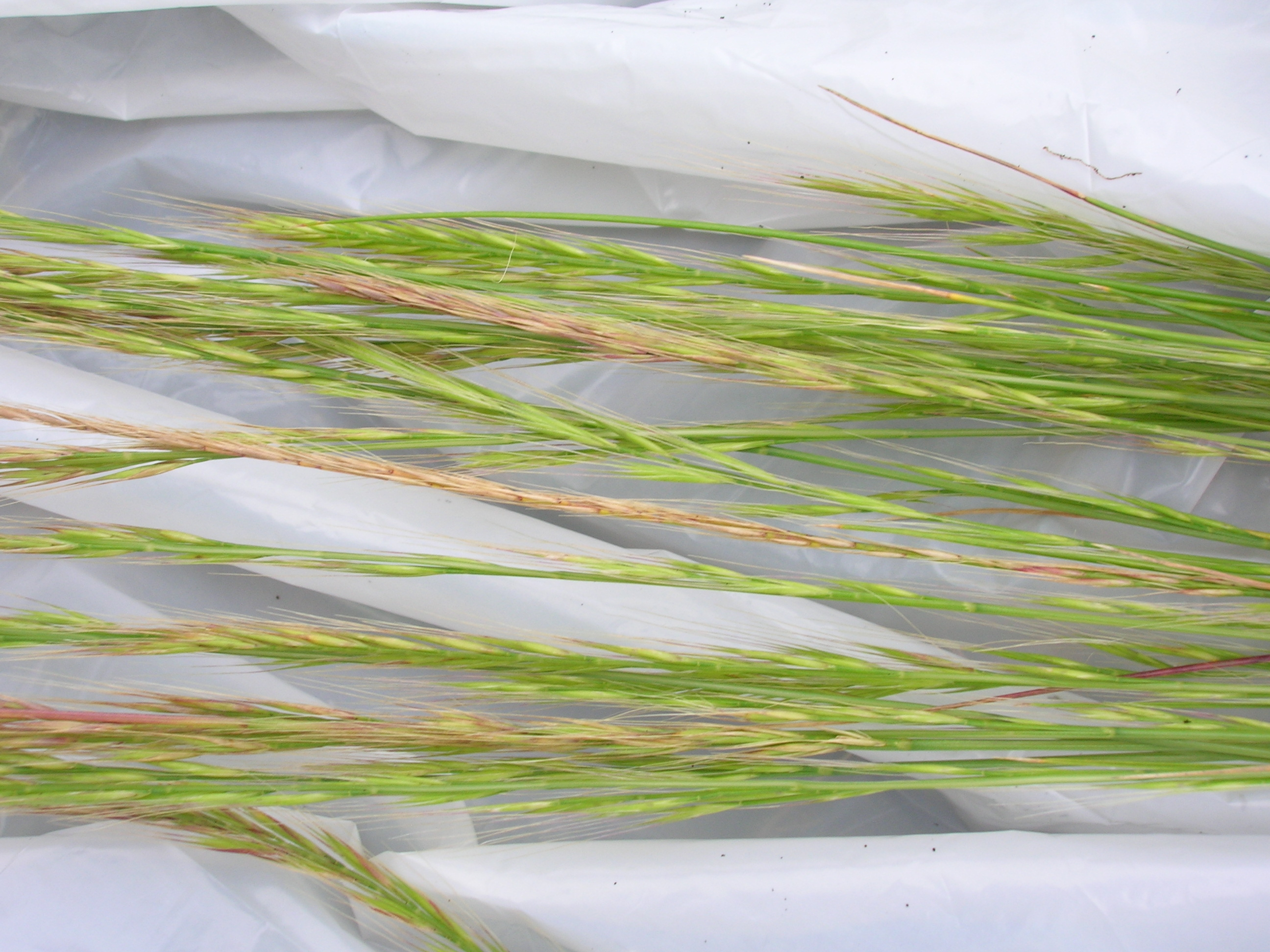
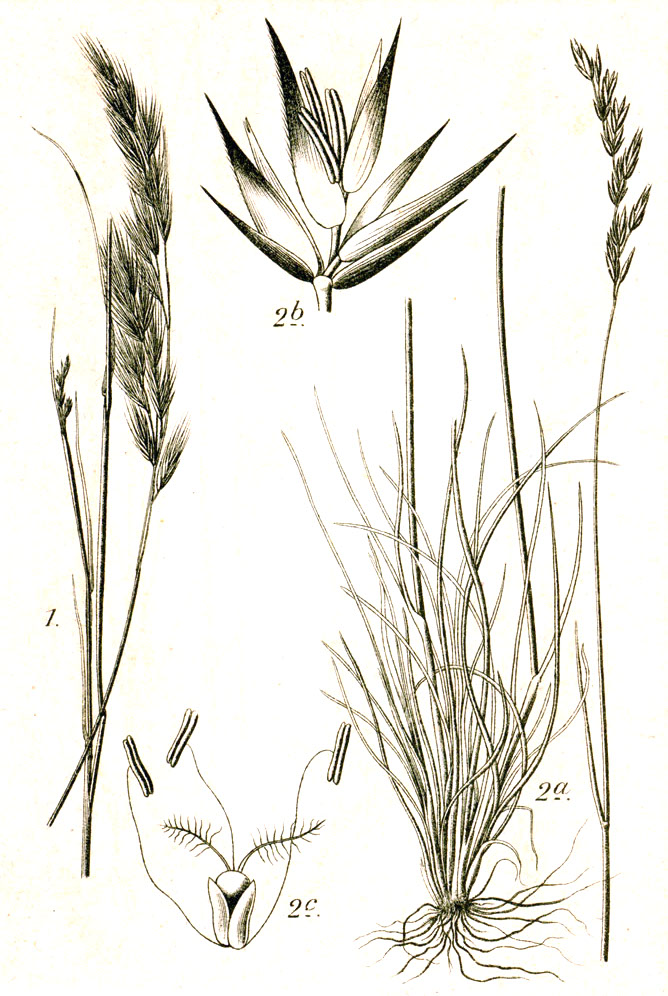